# City-Pier-City Loop 2017

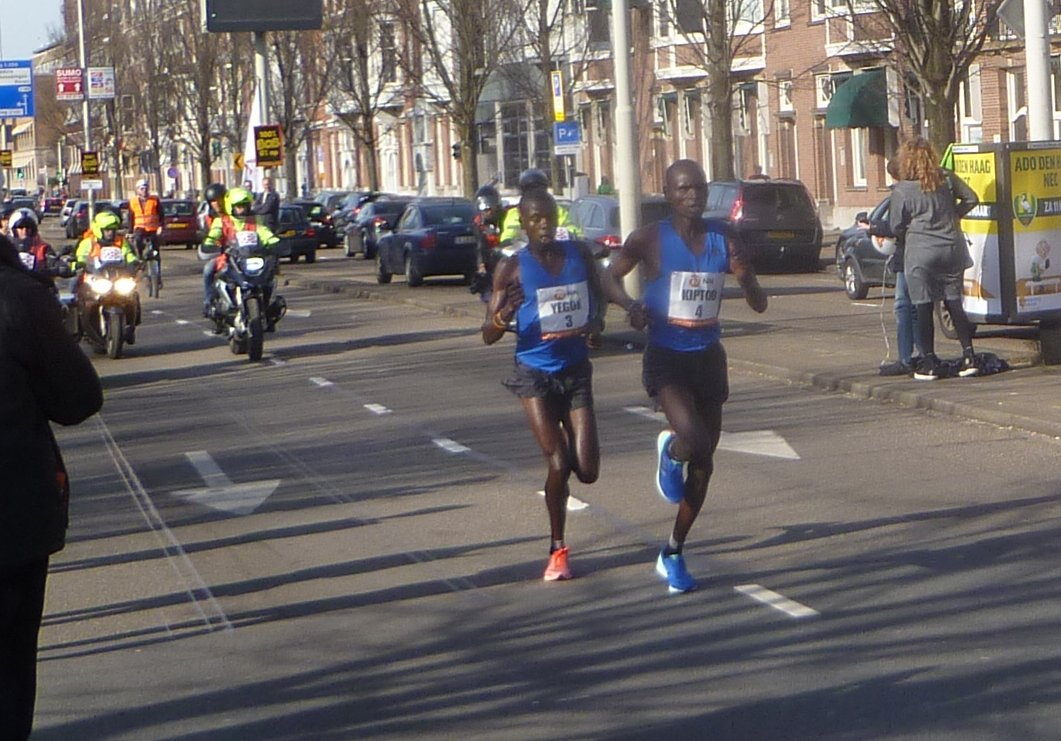
Geoffrey Yegon en Edwin Kiptoo aan kop

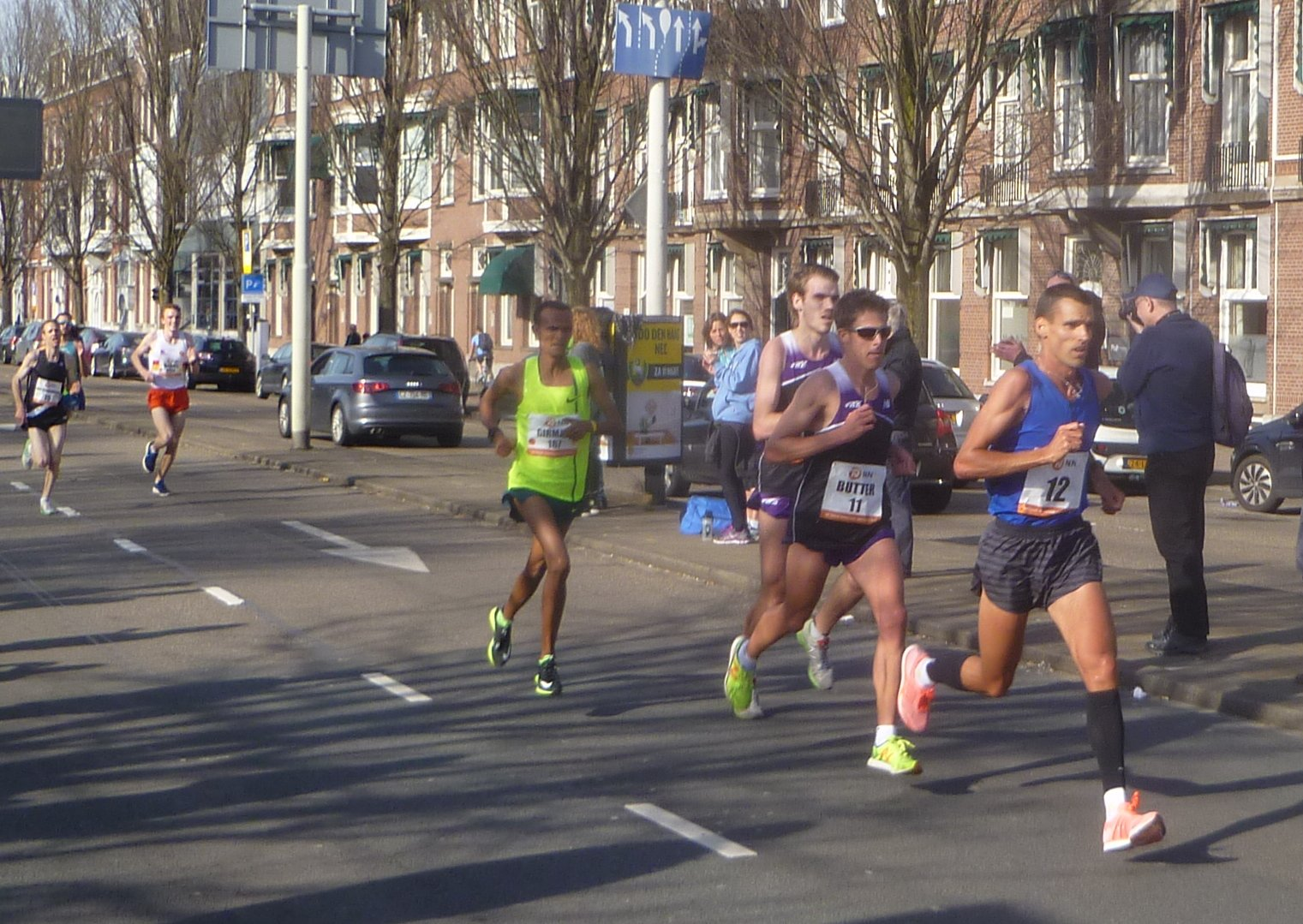
Koen Raymaekers, Michel Butter en Edwin de Vries rond het 20-kilometerpunt

De 43e editie van de City-Pier-City Loop vond plaats op zondag 12 maart 2017. Het evenement werd gesponsord door Nationale-Nederlanden. Het was een vrij warme, zonnige dag. De temperatuur was 15°C en er waaide een matige zuidoostenwind.
Winnaar bij de mannen werd de 28-jarige Keniaan Geoffrey Yegon met een tijd van 59.56. Zijn landgenoot Edwin Kiptoo finishte slechts drie seconden later als tweede. Snelste Nederlander werd Khalid Choukoud met een tijd van 1:04.07. Choukoud en Michel Butter gebruikten deze wedstrijd als intensieve training ter voorbereiding op de Rotterdam Marathon, een maand later. Zo liep Butter direct voor de wedstrijd nog 16 kilometer extra. De beste Belg werd Willem Van Schuerbeeck met een tijd van 1:05.20.
De wedstrijd bij de vrouwen werd gewonnen door de Zwitserse Fabienne Schlumpf, die een persoonlijk record liep in 1:10.17, tevens de beste tijd van de afgelopen zes jaar. Zij had slechts een nipte voorsprong van drie seconden op de Nederlandse Elizeba Cherono.
Naast de halve marathon waren er ook wedstrijden over 10 km, 5 km en een aantal kinderlopen.

## Uitslagen

### Mannen
| rang | naam                     | land | tijd    |
| ---- | ------------------------ | ---- | ------- |
| 1    | Geoffrey Yegon           | KEN  | 59.56   |
| 2    | Edwin Kiptoo             | KEN  | 59.59   |
| 3    | James Rungaru            | KEN  | 1:00.48 |
| 4    | Leonard Langat           | KEN  | 1:01.02 |
| 5    | Paul Koech               | KEN  | 1:01.03 |
| 6    | Daniel Chebii            | KEN  | 1:01.30 |
| 7    | Bernard Kimani Kitavi    | KEN  | 1:01.55 |
| 8    | Daniel Muteti            | KEN  | 1:02.05 |
| 9    | Khalid Choukoud          | NED  | 1:04.07 |
| 10   | Edwin de Vries           | NED  | 1:05.11 |
| 11   | Michel Butter            | NED  | 1:05.12 |
| 12   | Girmaw Amare             | ISR  | 1:05.14 |
| 13   | Koen Raymaekers          | NED  | 1:05.16 |
| 14   | Marius Vedvik            | NOR  | 1:05.18 |
| 15   | Willem Van Schuerbeeck   | BEL  | 1:05.20 |
| 16   | Regis Thonon             | BEL  | 1:05.22 |
| 17   | Valentin Pfeil           | AUS  | 1:05.47 |
| 18   | Takafumi Kikuchi         | JPN  | 1:06.30 |
| 19   | Dominik Fabianowski      | GER  | 1:06.30 |
| 20   | Luuk Metselaar           | NED  | 1:07.15 |
| 21   | Lander Van Droogenbroeck | BEL  | 1:07.17 |

### Vrouwen
| rang | naam                      | land | tijd    | opm.   |
| ---- | ------------------------- | ---- | ------- | ------ |
| 1    | Fabienne Schlumpf         | SUI  | 1:10.17 |        |
| 2    | Elizeba Cherono           | NED  | 1:10.20 |        |
| 3    | Kejeta Melat              | ETH  | 1:12.30 |        |
| 4    | Laura Manninen            | FIN  | 1:15.17 |        |
| 5    | Jill Holterman            | NED  | 1:16.36 |        |
| 6    | Aude Salord               | SUI  | 1:17.01 |        |
| 7    | Marna Leila Vandsdal Egho | DEN  | 1:18.02 | 1e V35 |
| 8    | Bezayt Asefa Wondmagegn   | ETH  | 1:18.43 |        |
| 9    | Natasja Janssen           | NED  | 1:21.31 |        |
| 10   | Maria Evora Almeida       | NED  | 1:21.37 | 1e V45 |

1975 ·
1976 ·
1977 ·
1978 ·
1979 ·
1980 ·
1981 ·
1982 ·
1983 ·
1984 ·
1985 ·
1986 ·
1987 ·
1988 ·
1989 ·
1990 ·
1991 ·
1992 ·
1993 ·
1994 ·
1995 ·
1996 ·
1997 ·
1998 ·
1999 ·
2000 ·
2001 ·
2002 ·
2003 ·
2004 ·
2005 ·
2006 ·
2007 ·
2008 ·
2009 ·
2010 ·
2011 ·
2012 ·
2013 ·
2014 ·
2015 ·
2016 ·
2017 ·
2018 ·
2019 (afgelast) ·
2020 ·
2021 (afgelast) ·
2022 ·
2023 ·
2024
1992 · 
1993 · 
1994 · 
1995 · 
1996 · 
1997 ·
1998 ·
1999 · 
2000 · 
2001 · 
2002 · 
2003 · 
2004 · 
2005 · 
2006 · 
2007 · 
2008 · 
2009 · 
2010 · 
2011 · 
2012 · 
2013 · 
2014 · 
2015 · 
2016 ·
2017 ·
2018 ·
2019 ·
2022 ·
2023